# Jerome Friedman
Jerome Isaac Friedman (Chicago, 28 maart 1930) is een Amerikaanse natuurkundige.
In 1968-1969 gaf hij met Henry Kendall het eerste experimentele bewijs dat protonen een interne structuur hebben, later bekend als quarks. Hiervoor ontving hij, samen met Kendall en Richard Taylor in 1990 de Nobelprijs voor de Natuurkunde: "Voor hun bevindingen naar diepe niet-elastische verstrooiing van elektronen op protonen en gebonden neutronen, die van essentieel belang waren voor de ontwikkeling van het quarkmodel in de fysica van elementaire deeltjes."

## Biografie
Friedman werd geboren in 1930 als jongste van de twee zonen van Selig Friedman en Lillian Warsaw, immigranten uit Rusland. Zijn vader arriveerde in 1913, zijn moeder een jaar later op een van de laatste reizen van de Lusitania. Hij genoot zijn basis en voortgezet onderwijs in Chicago, vervolgens kwam hij terecht op de Universiteit van Chicago. Daar studeerde hij onder Enrico Fermi en behaalde er in 1956 zijn Ph.D. in de natuurkunde. Aansluitend ging hij naar de Stanford-universiteit waar hij in de onderzoeksgroep kwam van Robert Hofstadter. Hier raakte hij bekend met counter physics en elektronenverstrooiing. In 1960 voegde hij zich bij de faculteit natuurkunde van het Massachusetts Institute of Technology (MIT).
Samen met Kendall en Taylor was hij betrokken bij experimenten aan de Stanford Linear Accelerator Center (SLAC), terwijl hij heen en weer pendelde tussen MIT en Californië. Door in deze experimenten waterstof en deuterium te bombarderen met hoog-energetische elektronen konden ze, aan de hand van de verstrooiing van deze elektronen, de inwendige structuur van de protonen en neutronen in de atoomkern bekijken. In 1980 werd hij benoemd tot directeur van het Laboratory of Nuclear Science bij MIT en diende hij van 1983 tot 1988 als hoofd van de natuurkundige afdeling. Friedman is lid van het Board of Sponsors van The Bulletin of Atomic Scientists.
In 2003 werd hij geïnterviewd door Ali G, de alter ego van komediant Sacha Baron Cohen.